# 加苏瓦 (实皆)
加苏瓦（發音：[tɕa̰zwà]），旧译迦苴，是緬甸實皆王國君主，約1339年至1349年間在位。加苏瓦是實皆開國君主蘇雲的長子。
1327年，蘇雲崩逝，長子加苏瓦尚未滿四歲，故由蘇雲同母兄德勒帕耶基繼位。德勒帕耶基以加苏瓦為王儲。1336年（一說1335年），德勒帕耶基之子瑞當代發動政變，篡奪王位。加苏瓦的母后紹南與首相南達巴堅合謀將加苏瓦等蘇雲子嗣藏至彬牙王國的敏東，躲避瑞當代的迫害。1339年，瑞當代獲知蘇雲子嗣藏身地點的情報，親自率軍將其帶回實皆。瑞當代回宮不久就死於父王德勒帕耶基策劃的政變，隨後首相南達巴堅率宮廷衛士平息了騷亂。南達巴堅處死了德勒帕耶基，扶持加苏瓦登上王位。
加苏瓦即位後以南達巴堅兼任首相及軍隊統帥，並任其總理朝政。加苏瓦統治期間實皆王國大抵和平安寧，他迎娶了彬牙國王烏茲那之女紹巴奧為王后。北方的麓川（或稱木撣）正起兵反元，到1350年代晚期才會成為實皆王國的威脅。
加苏瓦崩逝於1349年，碑銘記載顯示加苏瓦統治時期並無大事。1343年（或1344年），加苏瓦在實皆與敏東間的一個佛塔處布施了土地與一間僧院，並留下一碑銘，碑銘記載了他在敏東的逃難歲月及瑞當代對他的迫害。另有碑銘記載加苏瓦曾在1347年贈禮給他的外甥羅睺羅，羅睺羅即是未來阿瓦王國的建立者德多明帕耶。